# Andréi Medvédev (piloto de luge)
Andréi Medvédev –en ruso, Андрей Медведев– (Dmítrov, 14 de octubre de 1993) es un deportista ruso que compite en luge en la modalidad doble. Ganó una medalla de plata en el Campeonato Mundial de Luge de 2015, en la prueba por equipo.

## Palmarés internacional
| Campeonato Mundial | Campeonato Mundial | Campeonato Mundial | Campeonato Mundial |
| Año                | Lugar              | Medalla            | Prueba             |
| ------------------ | ------------------ | ------------------ | ------------------ |
| 2015               | Sigulda (Letonia)  | Medalla de plata   | Equipo             |